# フランチェスコ・ロ・チェルソ
フランチェスコ・ロ・チェルソ（Francesco Lo Celso, 2000年3月5日 - ）は、アルゼンチン・サンタフェ州ロサリオ出身のサッカー選手。スーペルリーガ・アルヘンティーナ・CAロサリオ・セントラル所属。ポジションはMF。

## クラブ経歴
2010年に地元のCAロサリオ・セントラルのユースアカデミーに入団。2019年にトップチームに昇格し.2020年3月1日の国内リーグのアルセナルFC戦でプロデビューを果たした。

## 代表経歴
2019年にチリで開催された2019 南米ユース選手権に、U-20アルゼンチン代表として出場し準優勝。しかし、2019 FIFA U-20ワールドカップには未招集に終わった。

## 人物
兄はトッテナム・ホットスパーFC所属のジオヴァニ・ロ・チェルソで、兄がパリ・サンジェルマンFCに在籍していた2017年に、フランチェスコは同チームのユースチームに在籍した経験を持つ。